# Роберто Пангаро
Роберто Пангаро (італ. Roberto Pangaro, 6 липня 1950) — італійський плавець.
Учасник Олімпійських Ігор 1972, 1976 років. Бронзовий медаліст Чемпіонату світу з водних видів спорту 1975 року в естафеті 4х100 метрів вільним стилем.